# Riot (película)
Riot (conocida en España como Venganza en la prisión) es una película de acción de 2015, dirigida por John Lyde, que a su vez la escribió junto a Spanky Dustin Ward, musicalizada por James Schafer y los protagonistas son Matthew Reese, Dolph Lundgren y Chuck Liddell, entre otros. El filme fue realizado por Mainstay Productions, Matthew Reese Films y VMI Worldwide, se estrenó el 27 de septiembre de 2015.

## Sinopsis
El policía Jack Stone atraca un banco de la mafia rusa, esto lo hace para que lo lleven a la misma cárcel que el líder de la mafia, este mató a su mujer. Un presidiario lo ayuda, hay abundantes combates.

## Elenco
- Matthew Reese es Jack Stone
- Dolph Lundgren es William
- Chuck Liddell es Balam
- Danielle Chuchran es Alena
- Michael Flynn
- Renny Grames
- Eve Mauro
- Melanie Stone
- Michaela McAllister
- Amy Sturdivant
- D.L. Walker es Warden Blain
- Andrew Troy es Mark Crane
- Paris Warner
- Nikita Bogolyubov
- Chris Rueckert